# Lomnica (přítok Dněstru)
Lomnica (ukrajinsky Лімниця, rusky Ломница) je řeka v Ivanofrankivské oblasti na Ukrajině. Je 122 km dlouhá. Povodí má rozlohu 1530 km².

## Průběh toku
Pramení na horském hřbetu Gorgany ve Východních Karpatech. Na horním toku má charakter divoké horské řeky. Ústí zprava do Dněstru.

## Vodní stav
Zdroj vody je smíšený s převahou dešťových srážek. Průměrný průtok vody činí 28 m³/s a maximální dosahuje 850 m³/s. Led se na hladině drží 23 až 114 dní..

## Využití
V řece žijí pstruzi obecní. Byla na ní vybudována Pereginská přehrada s vodní elektrárnou.